# Peugeot 407
Peugeot 407 je automobil srednje klase dostupan kao limuzina, karavan i coupé, a od 2004. ga proizvodi francuski proizvođač Peugeot.
407 je po prvi put predstavljen u rujnu 2003. na salonu automobila IAA u Frankfurtu na Majni kao prototip 407 Elixir, a u serijsku proizvodnju limuzinska je izvedba ušla u svibnju 2004. kao zamjena za model Peugeot 406. Karavan nazvan 407 SW na tržištu se pojavio četiri mjeseca nakon limuzine, a početkom 2006. paletu modela će upotpuniti i coupé inačica, koja je pod nazivom 407 Prologue po prvi put predstavljena u ožujku 2005. na Ženevskom autosalonu.
407 se pokazao i kao izuzetno siguran automobil osvojivši maksimalnih pet zvjezdica na Euro NCAP-ovom testu sigurnosti.

## Motori
407 je dostupan i s benzinskim i dizelskim motorima. Paleta benzinskih motora se proteže od najmanjeg, obujma 1.8 litara, do najvećeg, obujma 3 litre, dok ponudu dizelskih motora čine dva, obujma 1.6 i 2.2 litre.
- 1.8 L (1749 ccm)  117 PS (115 hp/86 kW) i 160 Nm
- 2.0 L (1997 ccm) 138 PS (136 hp/101 kW) i 190 Nm
- 1.6 L (1560 ccm) diesel 110 PS (108 hp/81 kW) i 240 Nm
- 2.0 L (1997 ccm) diesel 136 PS (134 hp/100 kW) i320 Nm
- 2.2 L (2230 ccm) 160 PS (158 hp/118 kW) i 217 Nm
- 2.9 L "3.0" (2946 ccm) V6, 211 PS (208 hp/155 kW) i 290 Nm
- 2.7 L (2720 ccm) diesel V6, 201 PS (198 hp/148 kW) i 441 Nm

- Karavan
- Limuzina
- Coupé